# Церковь Успения Пресвятой Богородицы (Набережная Слобода)
Церковь Успения Пресвятой Богородицы (также Церковь Успения Пресвятой Богородицы в Вышгороде) — православный храм Наро-Фоминского благочиния Московской епархии, расположенный в деревне Набережная Слобода Наро-Фоминского района Московской области.

## История
Храмы в Вышегороде существовали издревле, но были сожжены в Смутное время и, затем, восстанавливались в течение XVII века, в 1659 году была восстановлена и деревянная церковь Успения Богородицы в Набережной слободе. Сохранилось описание 1677 года: 
Слободка Бережная на реке Поротве, а в Слободке церковь Успения с приделом великомученицы Параскевы нарицаемой Пятницы деревянная клецки с трапезою и папертью у церкви два колокола.
В то же время возникло и местное предание о чудотворной иконе Параскевы, якобы приплывшей по реке Протве (после закрытия церкви икона находилась вначале в Ильинском храме Вереи, в настоящее время находится в специально построенной часовне около Собора Рождества Христова Вереи.
Церковь сгорела в июле 1725 года и в 1727 году была построена новая, также деревянная. 13 февраля 1751 года, именным высочайшим указом,  дворцовая Вышегородская волость с крестьянами и со всеми угодьями, в том числе и Набережная Слобода, была пожалована графу Александру Ивановичу Шувалову. В 1797 году владелицей села, графиней Е. А. Головкиной (дочерью Шувалова) была построена ныне существующая двухэтажная каменная церковь. На верхнем этаже размещался главный, Успенский придел, на нижнем — Параскевы Пятницы. В XIX веке к храму была пристроена колокольня.
Церковь была закрыта в 1930-х годах, в одно время использовалась для хранения зерна, постепенно расхищалась и разрушалась. Возвращена верующим в 2002 году, действует. На 2013 год ремонт продолжается.